# Canal de fibra
El canal de fibra (del inglés fibre channel) es una tecnología de red utilizada principalmente para redes de almacenamiento, disponible primero a la velocidad de 1 Gbit/s y posteriormente a 2, 4, 8, 16, 32, 64 y 128 Gbit/s.
La velocidad de la fibra depende del protocolo de transmisión utilizado. Los principales protocolos de fibra óptica son:
1. ADSL: Este protocolo se utiliza en conexiones de fibra óptica para servicios de internet de alta velocidad. La velocidad de este protocolo varía ampliamente dependiendo de la configuración de la conexión.
2. Ethernet Gigabit: Este protocolo permite una velocidad de transferencia de datos de hasta 1 Gbit/s.
3. 10G Ethernet: Este protocolo permite una velocidad de transferencia de datos de hasta 10 Gbit/s.
4. 100G Ethernet: Este protocolo permite una velocidad de transferencia de datos de hasta 100 Gbit/s
En general, cuanto mayor sea la velocidad del protocolo utilizado, mayor será la velocidad de transferencia de datos en la fibra óptica.
Protocolos de fibra óptica:
1. Ethernet: Este protocolo es comúnmente utilizado en redes de área local (LAN). Ofrece velocidades de transmisión que van desde 10 Mbps a 100 Gbit/s.
2. Fibre Channel: Este protocolo se utiliza principalmente para la transferencia de datos en entornos de almacenamiento de datos. Puede operar en velocidades que van desde 1 Gbit/s a 128 Gbit/s.
3. SONET/SDH: Este protocolo se utiliza en redes de telecomunicaciones de larga distancia. Ofrece velocidades de transmisión que van desde 51 Mbps hasta varias decenas de Gbit/s.
4. OTN: Optical Transport Network (OTN) es un protocolo para la transferencia de datos en redes ópticas de larga distancia. Puede operar en velocidades que van desde 1 Gbit/s hasta 100 Gbit/s.
5. GPON: Gigabit Passive Optical Network (GPON) es un protocolo utilizado en redes de acceso de banda ancha de alta velocidad. Ofrece velocidades de transmisión de hasta 2,5 Gbit/s en dirección descendente y 1,25 Gbit/s en dirección ascendente.
El canal de fibra está estandarizado por el Comité Técnico T11 del Comité Internacional para Estándares de Tecnologías de la Información (INITS), acreditado por el Instituto Nacional Estadounidense de Estándares (ANSI).
Nació para ser utilizado principalmente en el campo de la supercomputación, pero se ha convertido en el tipo de conexión estándar para redes de almacenamiento en el ámbito empresarial. A pesar de su nombre, la señalización del canal de fibra puede funcionar tanto sobre pares de cobre, como sobre cables de fibra óptica.
El FCP (protocolo del canal de fibra) es el protocolo de interfaz de SCSI sobre canal de fibra.

## Historia

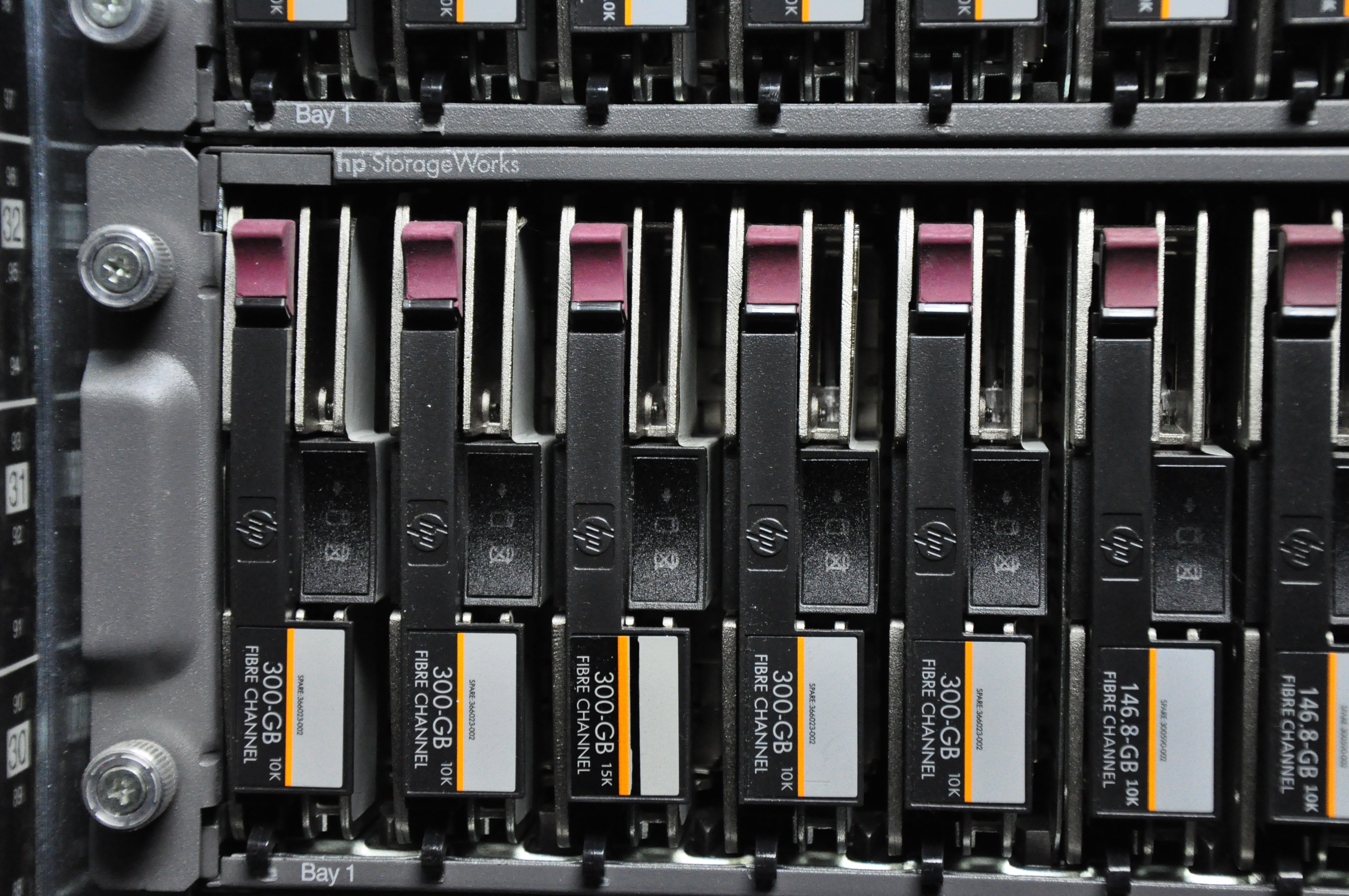
Parte de la cabina de discos del primer clúster Beowulf en el Barcelona Supercomputing Center.

El desarrollo del canal de fibra comenzó en 1988, con la aprobación del estándar por ANSI en 1994, como una forma de simplificar el sistema HIPPI, entonces en uso para funciones similares. HIPPI utilizaba una manguera de 50 pares y conectores muy grandes, y estaba limitado en la longitud de los cables. El canal de fibra fue especialmente interesante para simplificar las conexiones y aumentar las distancias, más que para aumentar la velocidad. Más tarde amplió su aplicación al almacenamiento en disco SCSI, permitiendo velocidades más elevadas y un número mucho más elevado de dispositivos.
También aportó soporte para un número elevado de protocolos de nivel superior, incluyendo SCSI, ATM e IP, siendo para SCSI su uso más frecuente.

## Topologías del canal de fibra
Un enlace en el canal de fibra consiste en dos fibras unidireccionales que transmiten en direcciones opuestas. Cada fibra está unida a un puerto transmisor (TX) y a un puerto receptor (RX).
Dependiendo de las conexiones entre los diferentes elementos, podemos distinguir tres topologías principales de canal de fibra:
| Características                  | Punto a punto                | Anillo                                            | Conmutada                                   |
| -------------------------------- | ---------------------------- | ------------------------------------------------- | ------------------------------------------- |
| Puertos (max.)                   | 2                            | 127                                               | ~16777216 (224).                            |
| Ancho de banda (max.)            | 2× velocidad enlace          | 2× velocidad enlace                               | (Número de puertos) × velocidad enlace      |
| Tamaño de dirección              | N/A                          | 8-bit ALPA                                        | 24-bit Port ID                              |
| Asignación de dirección          | N_Port Login                 | Inicialización de bucle y Login del medio         | Login del medio                             |
| Conexiones simultáneas           | 1                            | 1                                                 | Puertos/2                                   |
| Efecto de fallo puerto           | Falla enlace                 | Falla anillo, excepto si puentea                  | Fallo de enlace entre switch y puerto       |
| Mantenimiento simultáneo         | Enlace caído                 | Puede afectar al anillo completo                  | Caída del enlace entre switch y puerto      |
| Expansión                        | Enlaces adicionales P2P      | Conexión de nuevo enlace al concentrador          | Conexión de nuevo enlace al conmutador      |
| Redundancia                      | Añadir enlace P2P redundante | Uso de enlaces duales                             | Uso de conmutadores redundantes             |
| Velocidades de enlace soportadas | Todas                        | Todas (todos los dispositivos la misma)           | Todas (posibilidad de mezcla).              |
| Tipos de medio soportados        | Todos                        | Todos                                             | Todos                                       |
| Clases de servicio soportadas    | Todas                        | 1, 2 y 3                                          | Todas                                       |
| Entrega de tramas                | ordenadas                    | ordenadas                                         | orden no garantizado                        |
| Acceso al medio                  | dedicado                     | arbitrado                                         | dedicado                                    |
| Coste por puerto                 | coste de puerto              | coste de puerto + coste del anillo (concentrador) | Coste de puerto + Coste de puerto en switch |

### Punto a punto
En la topología punto a punto (FC-P2P), dos dispositivos se conectan el uno al otro directamente. Es la topología más simple, con conectividad limitada a dos elementos.

### Anillo
En el diseño de topología anillo arbitrado (FC-AL), todos los dispositivos están en un bucle o anillo, similar a una red token ring. El añadir o quitar un elemento del anillo hace que se interrumpa la actividad en el mismo. El fallo de un dispositivo hace que se interrumpa el anillo. Existen concentradores de canal de fibra que conectan múltiples dispositivos entre sí y que pueden puentear los dispositivos que han fallado. Un anillo también se puede hacer conectando cada puerto al siguiente elemento formando el anillo. A menudo, un anillo arbitrado entre dos dispositivos negociará para funcionar como conexión P2P, pero ese comportamiento no es requerido por el estándar.

### Conmutada
En medio conmutado (FC-SW) todos los dispositivos o bucles de dispositivos se conectan a conmutadores (switches) de canal de fibra, conceptualmente similares a las modernas implementaciones Ethernet. Los conmutadores controlan el estado del medio físico, proporcionando interconexiones optimizadas.

## Capas del canal de fibra
El canal de fibra es un protocolo con cinco capas, llamadas:
1. FC0: la capa física, que incluye los cables, la fibra óptica, conectores, etc.
2. FC1: la capa de enlace de datos, que implementa la codificación y decodificación de las señales.
3. FC2: la capa de red, definida por el estándar FC-PI-2, que constituye el núcleo del canal de fibra y define los protocolos principales.
4. FC3: la capa de servicios comunes, una fina capa que puede implementar funciones como el cifrado o RAID.
5. FC4: la capa de mapeo de protocolo, en la que otros protocolos, como SCSI, se encapsulan en unidades de información que se entregan a la capa FC2.

FC0, FC1 y FC2 también se conocen como FC-PH, las capas físicas del canal de fibra.
Las implementaciones del canal de fibra están disponibles a 1, 2 y 4 Gbit/s. Un estándar a 8 Gbit/s está en desarrollo. Un desarrollo a 10 Gbit/s ha sido ratificado, pero en este momento sólo se usa para interconectar switches.
No existen todavía iniciadores ni dispositivos de destino a 10 Gbit/s basados en el estándar.
Los productos basados en los estándar a 1; 2; 4 y 8 Gbit/s deben ser interoperables, y compatibles hacia atrás; el estándar a 10 Gbit/s, sin embargo, no será compatible hacia atrás con ninguna de las implementaciones más lentas.

## Puertos
En el canal de fibra se definen los siguientes puertos:
- E_port es la conexión entre dos switches del canal de fibra. También conocida como puerto de expansión, cuando dos E_ports entre dos switches forman un enlace, ese enlace se denomina enlace de InterSwitch o ISL.
- EX_port es la conexión entre un router de canal de fibra y un switch de canal de fibra. En el extremo del switch, el puerto es como el de un E_port, pero en el extremo del router es un EX_port.
- F_port es una conexión de medios en una topología conmutada. Un puerto F_port no se puede utilizar para un bucle de dispositivo.
- FL_port es la conexión de medios en un bucle público en una topología de anillo arbitrado. También conocido como puerto de bucle. Nótese que un puerto de 'switch pude convertirse automáticamente en un F_port o un FL_port dependiendo de qué se esté conectando.
- G_port o puerto genérico en un switch puedo operar como E_port o F_port.
- L_port es el término genérico utilizado para cualquier tipo de puerto de bucle, NL_port o FL_port. También conocido como puerto de bucle.
- N_port es la conexión de nodo de los servidores o dispositivos de almacenamiento en una topología conmutada. También se conoce como puerto de nodo.
- NL_port es la conexión de nodo de los servidores o dispositivos de almacenamiento en una topología de anillo arbitrado. También conocido como puerto de bucle de nodo.

- TE_port es un término utilizado para múltiples puertos E_ports unidos juntos para crear un ancho de banda mayor entre switches. También conocidos como puertos de expansión trunking.

## Variantes del medio óptico portador
| Tipo de medio              | Velocidad (MBytes/s) | Transmisor                           | Variante    | Distancia     |
| -------------------------- | -------------------- | ------------------------------------ | ----------- | ------------- |
| Fibra monomodo             | 400                  | Láser de 1300 nm de longitud de onda | 400-SM-LL-I | 2 m - 2 km    |
| Fibra monomodo             | 200                  | Láser de 1550 nm de longitud de onda | 200-SM-LL-V | 2 m - >50 km  |
| Fibra monomodo             | 200                  | Láser de 1300 nm de longitud de onda | 200-SM-LL-I | 2 m - 2 km    |
| Fibra monomodo             | 100                  | Láser de 1550 nm de longitud de onda | 100-SM-LL-V | 2 m - >50 km  |
| Fibra monomodo             | 100                  | Láser de 1300 nm de longitud de onda | 100-SM-LL-L | 2 m - 10 km   |
| Fibra monomodo             | 100                  | Láser de 1300 nm de longitud de onda | 100-SM-LL-I | 2 m - 2 km    |
| Fibra multimodo (50 µm).   | 400                  | Láser de 850 nm de longitud de onda  | 400-M5-SN-I | 0,5 m - 150 m |
| Fibra multimodo (50 µm).   | 200                  | Láser de 850 nm de longitud de onda  | 200-M5-SN-I | 0,5 m - 300 m |
| Fibra multimodo (50 µm).   | 100                  | Láser de 850 nm de longitud de onda  | 100-M5-SN-I | 0,5 m - 500 m |
| Fibra multimodo (50 µm).   | 100                  | Láser de 850 nm de longitud de onda  | 100-M5-SL-I | 2 m - 500 m   |
| Fibra multimodo (62,5 µm). | 400                  | Láser de 850 nm de longitud de onda  | 400-M6-SN-I | 0,5 m - 70 m  |
| Fibra multimodo (62,5 µm). | 200                  | Láser de 850 nm de longitud de onda  | 200-M6-SN-I | 0,5 m - 150 m |
| Fibra multimodo (62,5 µm). | 100                  | Láser de 850 nm de longitud de onda  | 100-M6-SN-I | 0,5 m - 300 m |
| Fibra multimodo (62,5 µm). | 100                  | Láser de 850 nm de longitud de onda  | 100-M6-SL-I | 2 m - 175 m   |

## Infraestructura del canal de fibra
Los switches del canal de fibra se dividen en dos clases. Esta clasificación no es parte del estándar, y se deja en manos del fabricante.
1. Los switches directores se caracterizan por ofrecer un elevado número de puertos y un chasis modular (basado en placas) sin punto único de fallo (alta disponibilidad).
2. Los switches llamados fabric tienen normalmente una configuración fija (algunas veces semi-modular) sin redundancias.

Brocade, Cisco y McData disponen de conmutadores tanto directores como fabric. 
QLogic dispone de switches fabric. Si se utilizan conmutadores de diferentes proveedores en la misma instalación, trabajarán por defecto en "modo de interoperabilidad", deshabilitando algunas funciones avanzadas propietarias.

## HBA para el canal de fibra

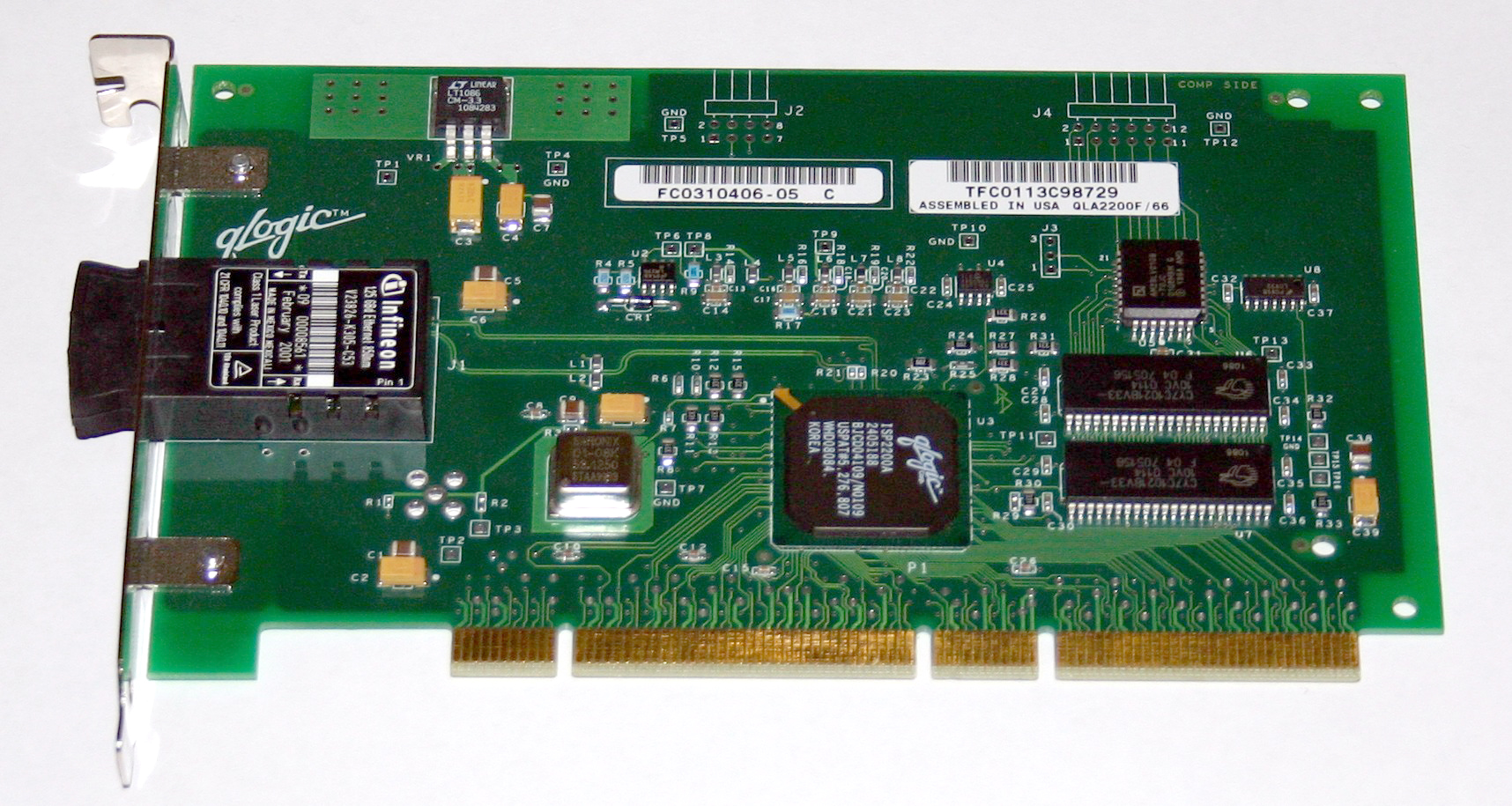
Host bus adapter.

Hay disponibles Host Bus Adapter (HBA) o adaptador de host para canal de fibra para los principales sistemas, arquitecturas de computadora y buses, incluyendo PCI y SBus (obsoleto).
Cada HBA tiene un identificado único (World Wide Name), similar a la dirección MAC en Ethernet en el hecho de que utiliza un identificador único repartido por rangos entre los fabricantes (reparto realizado por IEEE), y que le sirve al switch del canal de fibra para identificar las tarjetas (HBA) que tiene conectadas.
Sin embargo, los WWN son más largos (8 bytes). Además, se distinguen dos tipos de WWN en un HBA:
- WWN de nodo, compartido por todos los puertos de un adaptador de host, y,
- un WWN de puerto, único para cada puerto.

Ejemplo de fabricantes de HBA: Emulex, LSI Logic, QLogic, Alacritech y ATTO Technology.